# Tachikawa Hikōki
Die Tachikawa Hikōki K.K. (jap. 立川飛行機株式会社, Tachikawa Hikōki Kabushiki kaisha, dt. „Tachikawa Flugzeuge Aktiengesellschaft“, engl. Tachikawa Aircraft Co. Ltd.) entstand im Juli 1936 durch Umbenennung der Firma K.K. Ishikawajima Hikōki Seisakusho (engl. Ishikawajima Aircraft Co. Ltd.). Tachikawa baute seine Maschinen ausschließlich für die Japanische Heeresluftwaffe. Hauptsitz der Firma war Tachikawa in der Präfektur Tokio. Das Unternehmen ist heute als Tachihi Kigyō K.K. (立飛企業株式会社, dt. „Tachi[kawa]hi[kōki]-Unternehmung“) in der Immobilienvermietung tätig.
Zwischen 1935 und 1942 bzw. 1944 wurden die zweisitzigen Schuldoppeldecker Tachikawa Ki-9 „Spruce“ und Tachikawa Ki-17 „Cedar“ gebaut. Erste Tiefdecker waren die einmotorige Tachikawa Ki-36 „Ida“ (gebaut 1938 bis 1944) und deren Trainerversion Tachikawa Ki-55 „Ida“ (1939–1943). Zudem entstand der zweimotorige Transporter und Besatzungstrainer Tachikawa Ki-54 „Hickory“ und 64 in Lizenz gebaute Lockheed Model 14 als Tachikawa Army Type LO. In den Jahren 1944/45 entstanden Prototypen der zweimotorigen Aufklärer Tachikawa Ki-70 „Clara“ und Tachikawa Ki-74 „Patsy“ sowie des für große Höhen vorgesehenen Jägers Tachikawa Ki-94.
Nach dem Zweiten Weltkrieg gingen viele Ingenieure zu Nissan und Toyota und halfen beim Aufbau der japanischen Automobilindustrie. Der Automobilhersteller Prince Jidōsha Kōgyō war ein direkter Ableger der Tachikawa Hikōki.
1949 wurde die Tochterfirma Shin Tachikawa Kōkūki K.K. (新立川航空機株式会社) gegründet. Sie baute Anfang/Mitte der 1950er Jahre einige Prototypen des R-52 Leichtflugzeugs, dem ersten japanischen Nachkriegsflugzeug, sowie die R-53.
1955 erfolgte die Umbenennung zu Tachihi Kigyō K.K. 1976 erfolgte die Rückgabe der 1945 konfiszierten Fabrik durch die US-Armee. Hauptgeschäftsfeld wurde die Immobilienvermietung. Auch die Shin Tachikawa Kōkūki ist in der Immobilienvermietung tätig, stellt aber auch Heizgeräte, Geschirrspüler, Flugzeugersatzteile, u. a. her.